# Mark Boston
Mark Boston (* 1949 in Salem, Illinois, USA), besser bekannt als Rockette Morton, ist ein US-amerikanischer Musiker (E-Bass und E-Gitarre). Er ist hauptsächlich als Bassist und Gitarrist von Captain Beefhearts Magic Band sowie als Mitbegründer von Mallard in Erscheinung getreten.

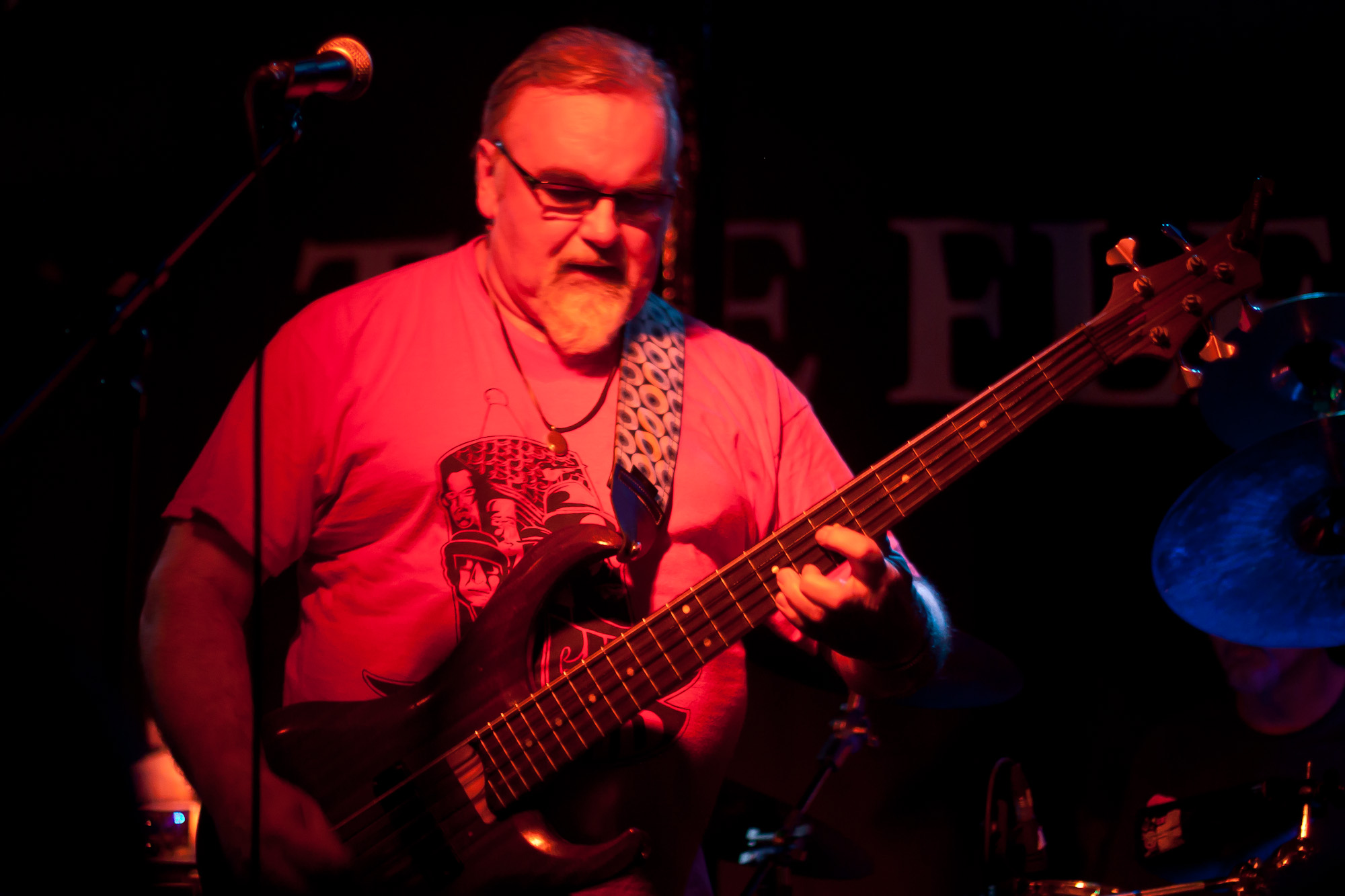
Rockette Morton 2013

## Karriere
Nachdem Mark Boston 1963 nach Lancaster, Kalifornien gezogen war, spielte er in der Band BC & The Cavemen, in der er den Gitarristen Bill Harkleroad (Zoot Horn Rollo) kennenlernte. Um 1966 spielte er auch in John Frenchs Band Blues In A Bottle, in der Jeff Cotton Gitarrist war. Bill Harkleroad, John French und Jeff Cotton waren schon Mitglieder der Magic Band, als der Bassist Gary Marker in der Vorbereitungszeit des Albums Trout Mask Replica (produziert von Frank Zappa) ausstieg. Mark Boston wurde zum Vorspiel eingeladen und war auf die Blues-basierte Musik eingestellt, die Captain Beefheart bis dahin gespielt hatte. Er war nicht auf den Schock vorbereitet, den ihm die Trout Mask Replica Songs verpassten. Da er aber sicher wie niemand bisher den Basspart von „Steal Softly Through Snow“ spielte, bekam er den Job.

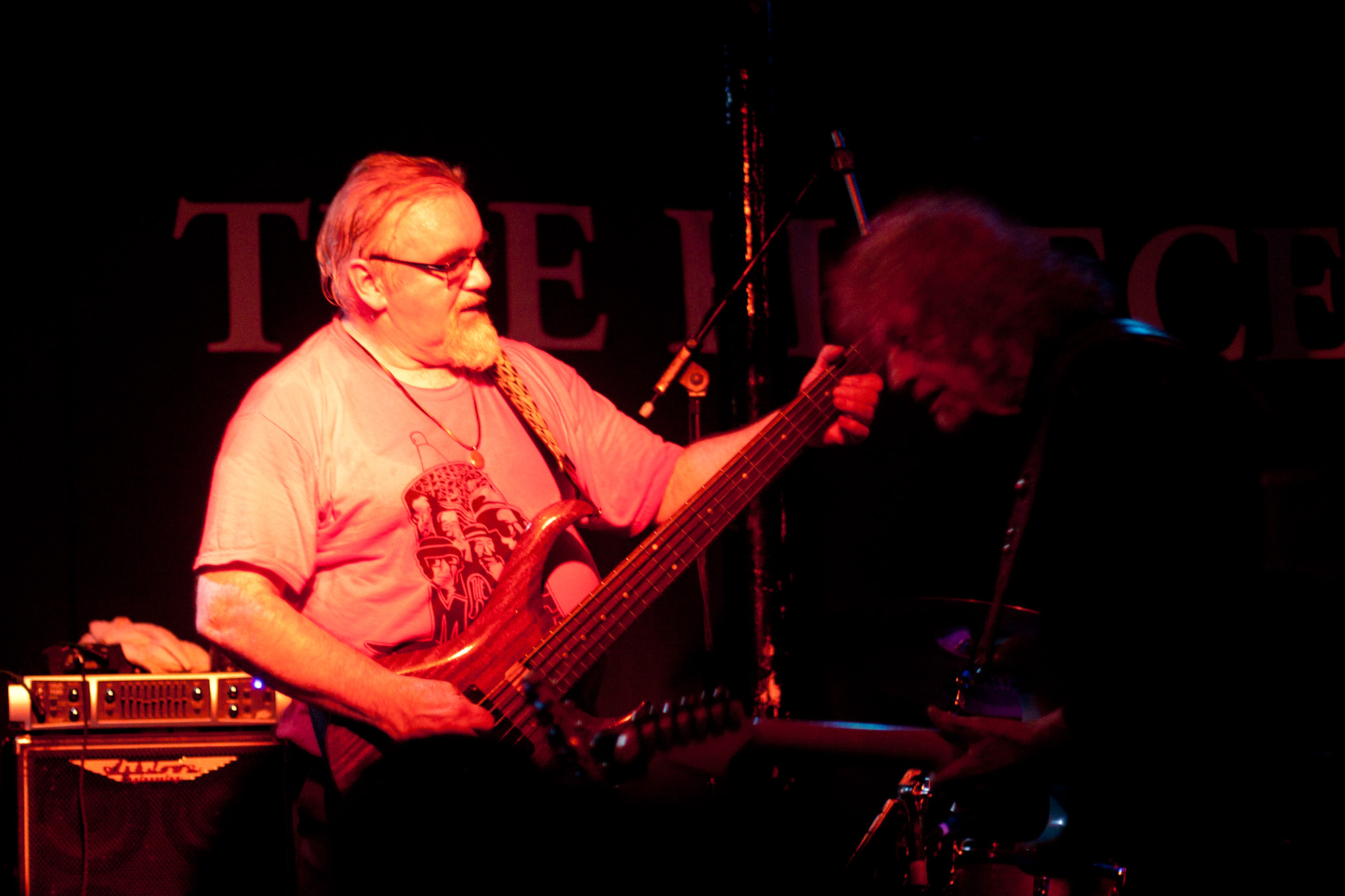
Rockette Morton and Feelers Rebus

Sein aggressiver Bass-Stil, er spielte mit 3 Fingerpicks und einem normalen Plektrum, wurde zum Markenzeichen des Magic Band Sounds. Dasselbe traf auf sein E-Gitarrenspiel zu. Obwohl er „soft war, wie ein Teddybär“ („...he was as soft as a teddy bear.“), spielte er, „als würde er das Letzte aus der Gitarre heraus prügeln. Das Ergebnis klang, als würde Jackson Pollock versuchen, John Lee Hooker zu spielen.“ („But he could beat the shit out of a guitar - the result can best be described as Jackson Pollock trying to play John Lee Hooker.“). 1969 wurde er vom Magazin Playboy zum „Bassisten des Jahres“ ernannt. Auch visuell war er ein beeindruckender Bestandteil der Bühnenshow der Magic Band. So fiel er nicht nur durch seinen doppel-halsigen Danelectro Longhorn Bass, sondern auch durch seine frenetischen Tanzeinlagen auf, sowie durch einen elektrischen Toaster, den er auf den Kopf gebunden trug.
Von 1969 bis 1974 war Boston mit Bill Harkleroad die Hauptstütze der Magic Band. Nach langwierigen Streitigkeiten mit Don Van Vliet (Captain Beefheart) und ständigem Geldmangel, stiegen Boston, Harkleroad und John French schließlich aus der Magic Band aus und formierten die Band Mallard. Von Kritikern und Musikern hoch geachtet, blieb der kommerzielle Erfolg aber auch hier aus und Mallard löste sich 1977 nach zwei Alben und einer ausgedehnten Europa-Tour endgültig auf. Erwähnenswert ist der hervorragende Auftritt in der deutschen TV-Sendung Rockpalast von 1976.
In den 1980er Jahren spielte Mark Boston im Großraum Lancaster, Fresno, Porterville in zahlreichen lokalen Bands. Mit seinen Freund und ehemaligen Beefheart Drummer Michael Traylor gründete er die Band Duck, die hauptsächlich in US-amerikanischen Armeestützpunkten in Amerika und Übersee Top-40 Material spielte.
In den 1990er Jahren ging er nach Nashville, wo er kaum Arbeit fand. Später hatte er das Glück, ständiger Bassist des Country-Sängers Leon Everette zu werden. Er zog nach Aiken, South Carolina, wo auch Everette wohnt. Im Brotberuf installierte er Alarmanlagen. Nebenbei baute er, unter anderem aus den Einnahmen der Beefheart Kompilation Grow Fins, sein eigenes Studio Bomark Studios auf.
2003 reformierte sich die Magic Band mit Mark Boston, John French, Gary Lucas und Denny Walley. In diesem Jahr nahm Boston auch sein Soloalbum Love Space auf. Er ist ständiges Mitglied der Magic Band und taucht regelmäßig auf Veröffentlichungen anderer Musiker auf.

## Trivia
- Mark Boston war die Besetzung für die Rolle des Gorgonzola in Frank Zappas „teenage opera“ Captain Beefheart vs. The Grunt People[11]
- Die Avantgarde-Band Nurse With Wound hat auf ihrem Album A Sucked Orange (1990) die Stücke Rockette Morton Part One und Rockette Morton Part Two veröffentlicht[12]

## Diskografie

### Mit Captain Beefheart & The Magic Band
- 1969: Trout Mask Replica
- 1970: Lick My Decals Off, Baby
- 1972: The Spotlight Kid
- 1972: Clear Spot
- 1974: Unconditionally Guaranteed
- 1999: Grow Fins: Rarities (1965-1982)
- 1999: The Dust Blows Forward: An Anthology

### Mit Mallard
- 1975: Mallard
- 1976: In A Different Climate

### Mit Ace & The Eights
- 1979: Explosion / Face in the Fire, 7"

### Solo
- 2003: Love Space

### Mit The Magic Band
- 2003: Back To The Front
- 2005: 21st Century Mirror Men
- 2011: Oxford UK June 6 2005

### Mit The Fourfathers
- 2004: Jam

### Mit Roger Hurricane Wilson
- 2008: Exodus

### Mit Short-N-Morton
- 2009: Short-N-Morton

### Mit Ant-Bee
- 2011: Electronic Church Muzik